# 보르시파

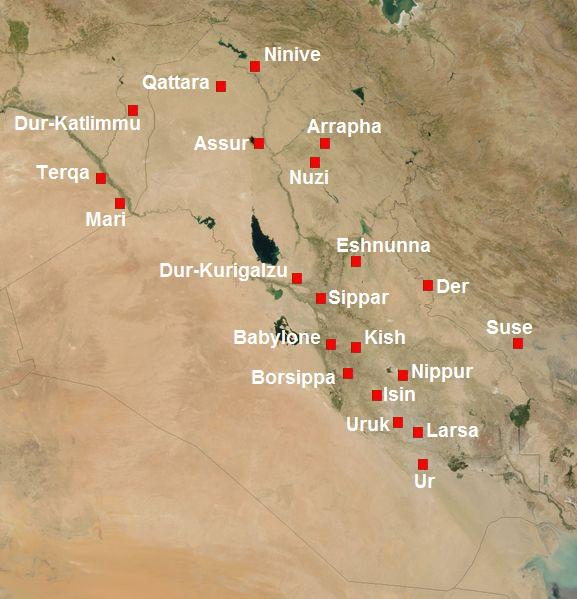
고대 메소포타미아

보르시파는 (현대의 이라크,비르스 님로드)는 고대 수메르의 중요한 도시였으며, 바빌론 남쪽 17.7km에 있는 호수 변에 유프라테스강의 동쪽 제방에 건설되었다. “혀의 탑”이라 불리는 지구라트는 가장 잘 남아 있는 지구라트 중의 하나이다. 탈무드와 아랍 문화에서 바벨탑과 동일시된다.
지역 신 나부는 바빌론의 마르둑이라 일컬어졌다.